# Crobylophora
Crobylophora là một chi bướm đêm thuộc họ Lyonetiidae.

## Selected Species
- Crobylophora chrysidiella Meyrick, 1880
- Crobylophora daricella Meyrick, 1881
- Crobylophora metallifera (Walsingham, 1891)
- Crobylophora onychotis Meyrick 1915 (India)
- Crobylophora psammosticta Turner, 1923
- Crobylophora staterias Meyrick 1905 (India, Ceylon)
- Crobylophora xanthochyta Meyrick, 1918